# Alex Ducas
Alexander "Alex" Ducas, född 11 december 2000 i Geraldton, är en australisk professionell basketspelare (SG/SF) som spelar för Oklahoma City Thunder i National Basketball Association (NBA).
Han har också spelat som proffs i Australien.
Ducas blev aldrig NBA-draftad.
Han har också studerat vid Saint Mary's College of California och spelade samtidigt för collegets idrottsförening Saint Mary's Gaels.